# Estrela do Indaiá
Estrela do Indaiá est une municipalité brésilienne de l'État du Minas Gerais et la microrégion de Bom Despacho.